# Kapitisdeminuce
Kapitisdeminuce (capitis deminutio, doslova „zmenšení osobnosti“) byl římskoprávní institut, kterým došlo k umenšení nebo úplnému vymizení právní osobnosti římských občanů, tedy k zániku být způsobilým subjektem práva, který může vlastním právním jednáním nabývat práva a zavazovat se k povinnostem. 
Plná právní osobnost byla ve starověkém Římě určena trojím stavem: svobody (status libertatis), občanství (status civitatis) a rodiny (status familiae). Jestliže u některého z těchto stavů došlo ke změně, měnila se, případně úplně zanikala i právní osobnost. Podle toho se také rozlišovala kapitisdeminuce:
1. maxima – ztrátou osobní svobody, např. zajetím ve válce a upadnutím v otroctví, dochází k úplnému zánik všech práv, s výjimkou postliminia
2. media – ztrátou římského občanství se osoba stává cizincem, zanikají ji všechna veřejná práva a ze soukromých ta, která měla za základ ius civile
3. minima – změnou rodinného stavu, jako je provdání dcery, emancipace syna apod., se mění právní vztahy s touto změnou spojené